# Штифтер, Адальберт
А́дальберт Шти́фтер, псевдоним Остаде (нем. Adalbert Stifter, Ostade; 23 октября 1805, Оберплан — 28 января 1868, Линц, Австрия) — чешско-австрийский писатель, поэт, живописец и педагог периода романтизма и бидермайера. Его литературные произведения включают рассказы и повести (в том числе в сборниках «Этюды» и «Разноцветные камни»), романы «После лета» и «Витико».

## Биография
Адальберт Штифтер родился в семье ткача и торговца пряжей в Оберплане на Влтаве (Шумский лес) (ныне Горни-Плана, Чехия); вначале носил имя Альберт, полученное при крещении. Его отец погиб в 1817 году в результате несчастного случая, поэтому будущему писателю как старшему сыну пришлось, чтобы прокормить семью, с детских лет работать на ферме деда. В 1818 году другой дед Адальберта, несмотря на множество возражений, отправил его в латинскую школу.

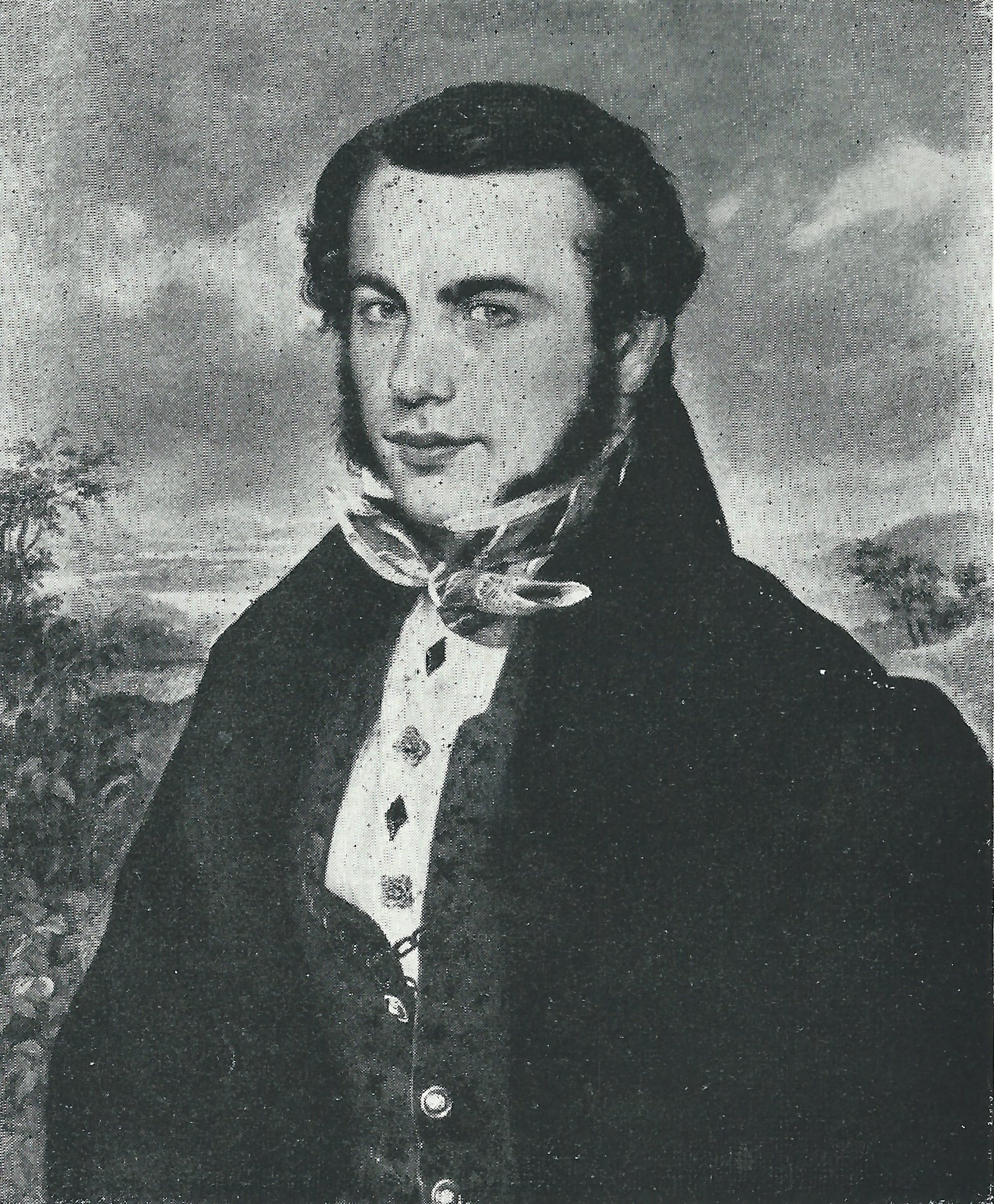
Ф. Г. Вальдмюллер. Портрет А. Штифтера. Ок. 1830. Музей истории культуры, Магдебург

В 1818—1826 годах Штифтер учился в бенедиктинской гимназии в Кремсмюнстере (Верхняя Австрия). После шести лет обучения в «грамматических классах» и последующих «гуманитарных классах» он готовился к учёбе в университете в двухгодичных «философских классах». Позднее Штифтер так вспоминал об учёбе в гимназии: «…там мог я ежедневно наблюдать прекрасные ландшафты голубых Альп во всем их великолепии, там я учился рисовать, наслаждался вниманием прекрасных учителей, знакомился с творчеством старых и новых поэтов. Там я услышал фразу: Красота есть не что иное, как божественное, представленное в облике очарования, божественное безгранично в небесах, но ограничено в человеке; но оно является его истинной сущностью и стремится везде и безоговорочно к счастливому развитию, как доброму, истинному, прекрасному, в религии, науке, искусстве и образе жизни. Это высказывание, выраженное грубо или иначе, с силой ударило в самую суть моего существа».
В 1826 году Штифтер, подрабатывая домашним учителем, приступил к изучению права в Венском университете. К этому времени относятся его первые поэтические опыты, вдохновлённые произведениями Гёте, Гердера и Жана Поля.
Штифтер влюбился в девушку по имени Фанни Грайпль, но она не отвечала на его страстные письма. У него появилась растущая неуверенность в себе, которую он пытался подавить алкоголем. Несчастливые отношения с Фанни также ухудшили его успеваемость в университете, так что в 1830 году ему пришлось бросить учёбу.
В 1829—1830 годах Штифтер написал своё первое (оставшееся незаконченным) прозаическое произведение «Юлиус». В 1832—1833 годах безуспешно пытался получить место преподавателя. В феврале 1833 года Фанни окончательно порвала отношения со Штифтером.
Вскоре после этого Штифтер познакомился с модисткой Амалией Могаупт и в 1837 году женился на ней. Этим браком он хотел упорядочить свою жизнь, но с расточительной Амалией ему этого сделать не удалось. В 1837 и 1840 годах Штифтеру пришлось закладывать своё имущество.
В 1839 году Штифтер написал свои самые известные картины: «Вид на венское предместье», «Вид на Беатриксгассе», «Руины Виттинггаузена». В этом же году умерла Фанни. В 1840 году в «Венском журнале литературы, искусства, театра и моды» вышел в свет «Кондор». В 1841 году в альманахе «Ирис» опубликован сборник «Полевые цветы». В 1841 году Штифтер продолжил работу домашнего репетитора. В 1843—1846 годах его учеником был Рихард фон Меттерних, сын австрийского государственного канцлера. В 1842 году вышла в свет повесть «Авдий», которая принесла Штифтеру литературную известность и финансовую независимость. К 1844 году опубликованы «Бригитта», «Лесная тропа» и «Старый холостяк».

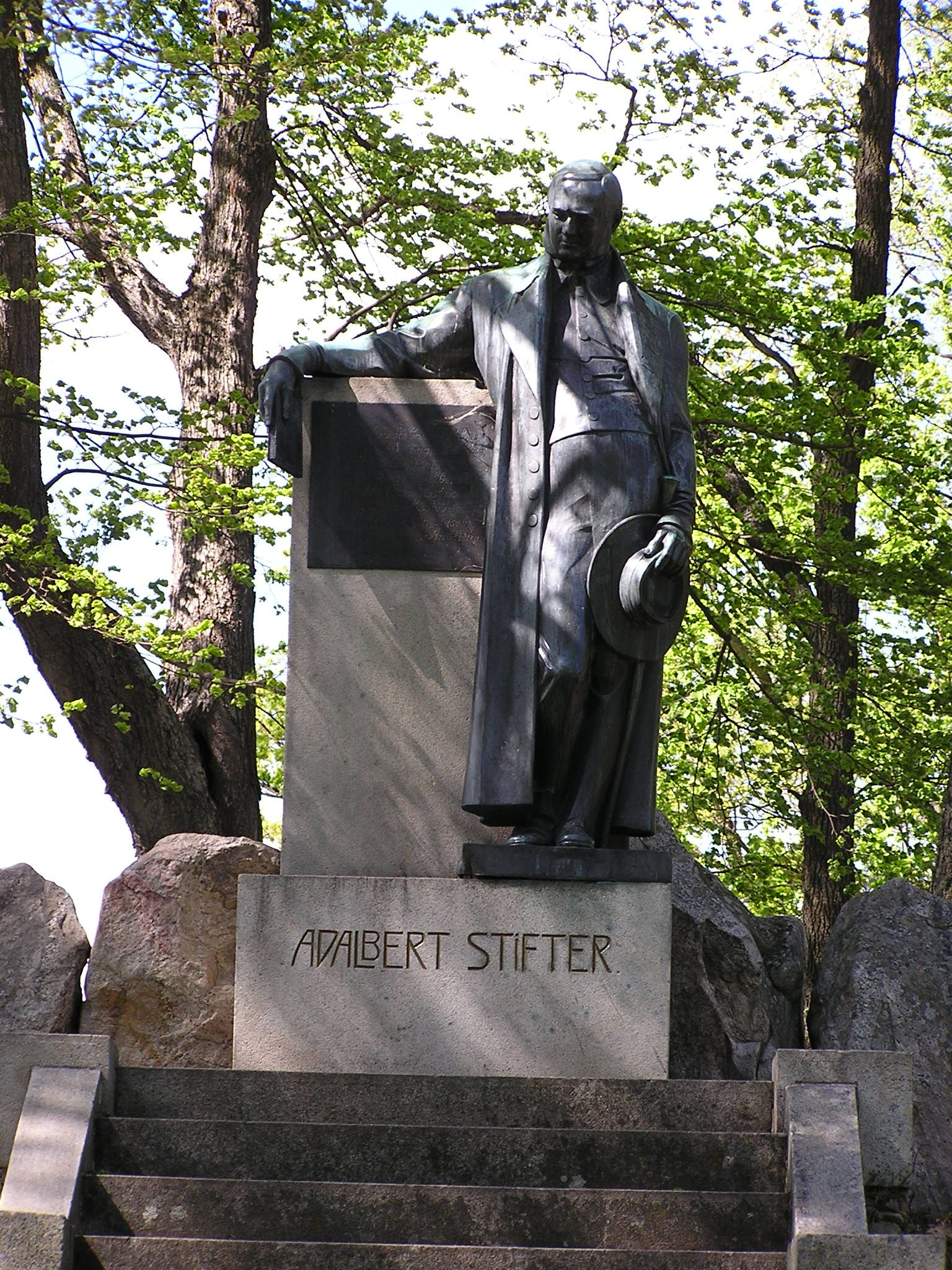
Памятник Адальберту Штифтеру в Горни-Плана

В неспокойном 1848 году Штифтер был сторонником революционного движения и «прогрессивнейшим либералом», работая выборщиком в Национальной ассамблее. Затем покинул Вену и поселился в Линце. Писатель дружил и переписывался с литераторами-романтиками Грильпарцером, Николасом Ленау.
В 1850 году Адальберт Штифтер был назначен советником по образованию. Он сыграл ключевую роль в создании Художественной ассоциации Верхней Австрии и в основании в 1853 году Государственной картинной галереи Верхней Австрии, стал её хранителем и членом Центральной комиссии по исследованию и сохранению памятников архитектуры. В этом качестве он выступал за сохранение и восстановление алтаря Кефермаркт и городского пейзажа Штайра.
Брак с Амалией Штифтер оказался удачным, но его омрачала бездетность. Штифтеры удочерили племянницу Амалии, но девочка не прижилась в семье и часто сбегала из дома. Зимой 1859 года её тело было найдено в Дунае. Произошел ли несчастный случай или приёмная дочь покончила жизнь самоубийством, осталось неясным.
С этих пор состояние здоровья писателя стало ухудшаться. Литературная работа к неудовольствию его издателя замедлялась — работа над историческим романом «Витико») длилась много лет. В итоге Штифтер оказался не в состоянии продолжать литературный труд. Благодаря вмешательству доброжелателей ему назначили пенсию надворного советника. Началось обострение цирроза печени. 28 января 1868 года Штифтер был найден в своей кровати с бритвой в руке. Сонная артерия была перерезана. В свидетельстве о смерти тактично умалчивалось о самоубийстве.
Писатель был похоронен на кладбище святой Варвары в Линце.

## Посмертная судьба
Творчество Штифтера, принадлежавшее к эпохе бидермейера, высоко ценили Гофмансталь, Томас Манн, Петер Хандке. Фридрих Ницше назвал «Бабье лето» среди четырёх самых великих книг немецкой прозы. Проза Штифтера не раз экранизировалась. В 2008 году швейцарский режиссёр Хайнер Геббельс показал в Авиньоне спектакль «Вещь Штифтера» (см.: ). Изображен на австрийской почтовой марке 1947 г.

## Сочинения
- Полевые цветы (Feldblumen, 1841)
- Кондор (Der Condor, 1844)

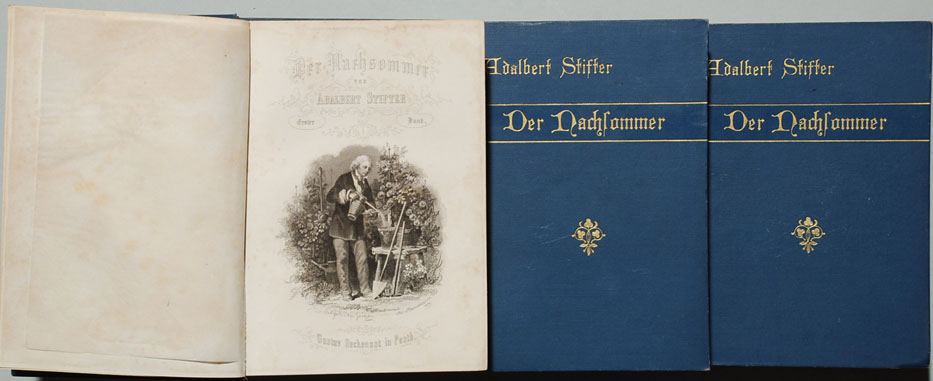
«Бабье лето». Издание 1857 года

- Лесная тропа (Der Waldsteig, 1845)
- Этюды (Studien, 1844—1850)
- Бабье лето (роман) (Der Nachsommer, 1857)
- Витико (1867)

Переводы на русский язык
- Ночь под Рождество среди снега и льда. — М., 1901 (переизд. 1915).
- Австрийская новелла XIX века. — М.: Художественная литература, 1959, с. 165—230.
- Старая печать. — М., 1960.
- Лесная тропа / Сост. и вступ. статья С. Шлапоберской. — М.: Худож. литература, 1971. — 520 с. — 50 000 экз.
- Золотое сечение. — М.: Радуга, 1988. С. 118—121, 557.
- Бабье лето. Пер. С.Апта. — М.: Прогресс-Традиция, 1999.
- Полевые цветы. — М.: Evidentis, 2002.